# Simpaticolítico
Uma substância dita simpaticolítica é aquela que produz efeitos opostos ao estímulo do sistema nervoso simpático.